# Xanthophenax annulicornis
là một loài trong họ .

## tiêu đề
1. ↑  Bisby, F.A.; Roskov, Y.R.; Orrell, T.M.; Nicolson, D.; Paglinawan, L.E.; Bailly, N.; Kirk, P.M.; Bourgoin, T.; Baillargeon, G.; Ouvrard, D. (2011). "Species 2000 & ITIS Catalogue of Life: 2011 Annual Checklist". Species 2000: Reading, UK. Truy cập ngày 22 tháng 6 năm 2014.

## không liên quan
- Dữ liệu liên quan tới Xanthophenax annulicornis tại Wikispecies
- Tư liệu liên quan tới Xanthophenax annulicornis tại Wikimedia Commons